# Video 3
Video 3 è stata un'emittente televisiva locale siciliana, appartenente alla Telecolor International TCI S.p.A. di Catania, a sua volta controllata dalla Domenico Sanfilippo Editore.

## Storia e generalità
Nasce nell'ottobre 1982 come terza rete del gruppo televisivo Telecolor International TCI S.p.A., allora di proprietà dell'imprenditore Mario Rendo, l'unica che è sopravvissuta insieme alla rete ammiraglia.
Fin dalla sua creazione, è stata legata a circuiti televisivi nazionali (Grt, Rete A, TivuItalia, Junior Tv e Amica 8), e dopo la cessione delle frequenze di Telecolor 2 alla Fininvest di Silvio Berlusconi nel 1983, Video 3 è diventata la seconda rete del gruppo, che trasmette tutte le edizioni in differita del telegiornale di Telecolor. Inizialmente il suo segnale era diffuso soltanto nella parte orientale dell'isola, per poi raggiungere verso gli anni novanta anche la Sicilia occidentale.
Vanta alcune autoproduzioni, come il Salotto di Gilberto programma di cabaret condotto dall'attore catanese Gilberto Idonea. Il palinsesto della rete è completo ed articolato e riesce a soddisfare la varie fasce di pubblico. In onda non ci sono solo film ma anche telefilm, cartoni animati e telenovelas che catturano fin da subito l'attenzione del pubblico fidelizzandolo. L'emittente era in grado di fornire tale palinsesto anche quando non era affiliata a nessun circuito televisivo nazionale, dimostrando vitalità e scelte editoriali vincenti.
Nel 2000 segue le sorti dell'azienda che viene ceduta al gruppo editoriale dell'imprenditore Mario Ciancio Sanfilippo; nel 2005, causa la cessione delle sue frequenze ai maggiori network nazionali, Video 3 scompare come emittente, per poi ricomparire sul digitale terrestre alla fine del 2009, nello stesso MUX dove vi erano Antenna Sicilia, Telecolor e Teletna.
Dall'estate 2012, con lo switch off che ha interessato la Sicilia, il segnale di Video 3 si trova nel MUX sul canale VHF E7 assieme alle emittenti Telejonica, Telesiciliacolor e Retesicilia, ed è nella posizione 97 della lista numerazione canali. Dal 7 agosto 2013 è stato presente sul mux Telecolor (UHF23), seguito da ulteriori spostamenti.
Nel 2022, a causa dell'esclusione delle graduatorie nell'ambito del riassetto delle LCN per il nuovo digitale terrestre, l'emittente chiude.